# ジョゼフ・ベングロシュ
ジョゼフ・ベングロシュ、ヨゼフ・ヴェングロシュ（Jozef Vengloš, 1936年2月18日 - 2021年1月26日）は、スロバキア・ルジョムベロク出身の元サッカー選手、サッカー監督。敬称はDr。
ヨーロッパサッカー界における重鎮の一人で、監督業の傍らFIFAやUEFAのテクニカルスタッフを兼ねていた。監督業引退後はブラチスラヴァにサッカースクールを開いていた。

## 主な経歴
元チェコスロバキア代表で、1978年から1982年にかけてと1987年から 1990年にかけての二度にわたってチェコスロバキア代表の監督を務めた。 第１次政権では、EURO '80で第3位に入り、1982 FIFAワールドカップに出場している。第２次政権では1990 FIFAワールドカップでベスト8へ進んだ。
ワールドカップ終了後の1990年にはイングランドへ渡り、アストン・ヴィラの監督を務め、イングランド国内リーグでははじめての外国人監督となった。
2002年、日本のジェフユナイテッド市原監督に就任。同時に2002 FIFAワールドカップでテクニカルスタディーズグループのチーフも務めた。
2003年以降は、地元スロバキアのサッカースクールでの育成に専念する傍ら、2006 FIFAワールドカップでもテクニカルスタディーグループのスタッフとして従事した。
その他にも多数のFIFAによる世界選抜チーム、UEFAによるヨーロッパ選抜チームの監督の経験がある。
2021年1月26日死去。84歳没。

## 選手経歴
- スロヴァンCHZJDブラチスラヴァ 1954-1966

## 監督経歴
- FCプラーグ・シドニー 1966
- ニューサウスウェールズ 1966-1967
- オーストラリア代表 1967-1969
- TJ VSSコシツェ 1969-1971
- U-23チェコスロバキア代表 (コーチ) 1970-1972
- スロヴァンCHZJDブラチスラヴァ 1973-1976
- チェコスロバキア代表 (アシスタント・マネージャー) 1973-1978
- チェコスロバキア代表 1978-1982
- スポルティング・クルーベ・デ・ポルトゥガル 1983-1984
- クアラルンプールFA 1985-1987
- サッカーマレーシア代表 1985-1987
- チェコスロバキア代表 1988-1990
- アストン・ヴィラFC 1990-1991
- フェネルバフチェSK 1991-1993
- スロバキア代表 1993-1995
- オマーン代表 1995-1997
- セルティックFC 1998-1999
- ジェフユナイテッド市原 2002

## エピソード
- ベングロシュはジェフユナイテッド市原の監督を務めながらFIFAやUEFAの役職を兼任していた。当時、そのFIFAやUEFA向けにレターを出すときは「JEFUNITED」のロゴが入った封筒を使っていた。そのため真偽の程は別として、FIFAやUEFA内部で一番有名なJリーグクラブはジェフユナイテッドであるというジョークが生まれた。
- ジェフを退団する際に次期監督として、イビチャ・オシムを推薦したのは彼だと言われている。